# Józef Cieślak
Józef Cieślak (ur. 2 kwietnia 1933 w Józefowie (powiat lipski), zm. 7 listopada 2020) – polski piłkarz ręczny, grający na pozycji lewoskrzydłowego, a pod koniec sportowej kariery także rozgrywający. Szybki zawodnik o silnym i celnym rzucie. Reprezentant Polski, uczestnik III Mistrzostw Świata w Piłce Ręcznej w 1958.

## Życiorys
W czasie nauki w Technikum Budowlanym w Bytomiu grał w siatkówkę, koszykówkę i piłkę ręczną. W 1953 zwyciężył w tych dyscyplinach sportu w barwach bytomskiej drużyny w Spartakiadzie Szkół Średnich.

### Sukcesy klubowe
Od 1950 był zawodnikiem drużyny piłki ręcznej „11”-osobowej KS „Spójnia” Katowice, z którą w 1952 zdobył mistrzostwo Śląska, a w turnieju finałowym o mistrzostwo Polski w 1952 i 1954 zajął 5. miejsce. Po połączeniu w 1954 KS „Spójnia” oraz KS „Ogniwo” powstała nowa Federacja KS „Sparta” Katowice. Grając w KS „Sparta” Katowice zdobył sześciokrotnie mistrzostwo Polski w drużynach „7"-osobowych (1955. 1956, 1957, 1958 – boisko, 1959, 1960), trzykrotnie wicemistrzostwo (1958 – hala, 1961, 1962), raz brązowy medal MP (1963) oraz w 1960 Puchar Polski. Ponadto w 1957 wywalczył brązowy medal MP drużyn „7"-osobowych.

### Reprezentacja Polski
W drużynie „11”-osobowej Reprezentacji Polski piłki ręcznej wystąpił tylko raz – 24.06.1956 w meczu Polska – NRD 1:11 (0:6), który odbył się we Frankfurcie nad Odrą.
Wystąpił w pierwszych historycznych meczach reprezentacji Polski w piłce ręcznej „7"-osobowej, na turnieju w Zagrzebiu (21-24 lipca 1957). W reprezentacji wystąpił 13 razy, zdobył 26 bramek, m.in. uczestniczył w mistrzostwach świata w 1958, zajmując z drużyną 5. miejsce. Karierę reprezentacyjną zakończył w 1959. W tym samym roku wystąpił jeszcze na III Międzynarodowych Igrzyskach Młodzieży, gdzie z drużyną Sparty Katowice, występującej pod szyldem reprezentacji Zrzeszenia Sportowego Związków Zawodowych, zdobył srebrny medal.

### Tabela spotkań[9]
| Nr  | Data              | Miejsce     | Przeciwnik     | Wynik (Polska – przeciwnik) | ilość bramek J.Cieślaka | Impreza                |
| 1.  | 21 lutego 1957    | Zagrzeb     | Jugosławia     | 21:13 (13:4)                | 2                       |                        |
| 2.  | 22 lutego 1957    | Zagrzeb     | Austria        | 12:9 (4:8)                  | 1                       |                        |
| 3.  | 24 lutego 1957    | Zagrzeb     | Jugosławia     | 5:7 (2:3)                   | 1                       |                        |
| 4.  | 27 lutego 1958    | Erfurt      | Finlandia      | 14:14 (8:6)                 | 1                       | III Mistrzostwa Świata |
| 5.  | 1 marca 1958      | Erfurt      | Szwecja        | 14:19 (5:11)                | -                       | III Mistrzostwa Świata |
| 6.  | 2 marca 1958      | Erfurt      | Hiszpania      | 25:11 (12:3)                | 3                       | III Mistrzostwa Świata |
| 7.  | 5 marca 1958      | Lipsk       | Dania          | 15:22 (8:6)                 | 3                       | III Mistrzostwa Świata |
| 8.  | 6 marca 1958      | Lipsk       | Jugosławia     | 9:7 (4:6)                   | 3                       | III Mistrzostwa Świata |
| 9.  | 8 marca 1958      | Berlin      | Norwegia       | 20:18 (11:8)                | 5                       | III Mistrzostwa Świata |
| 10. | 28 grudnia 1958   | Szczecin    | Francja        | 22:11 (14:3)                | 4                       |                        |
| 11. | 17 lutego 1959    | Kopenhaga   | Dania          | 12:28 (6:13)                | -                       |                        |
| 12. | 29 listopada 1959 | Warszawa    | Czechosłowacja | 14:17 (8:9)                 | 3                       |                        |
| 13. | 10 grudnia 1959   | Helsingborg | Szwecja        | 13:22 (7:11)                | -                       |                        |
| --- | ----------------- | ----------- | -------------- | --------------------------- | ----------------------- | ---------------------- |

Był także sędzią piłki ręcznej. Otrzymał wiele wyróżnień, m.in.: został Zasłużonym Mistrzem Sportu (1973), odznaczony Brązowym Medalem „Za wybitne osiągnięcia sportowe” (1958) i tytułem „Mistrz Sportu” (1962), uhonorowany Diamentową Odznaką ZPRP (2012) i Diamentową Odznaką z Wieńcem ZPRP (2018).

## Osiągnięcia
- Mistrzostwo Polski: 1955, 1956, 1957, 1958 – boisko, 1959, 1960 (Sparta Katowice)
- Wicemistrzostwo Polski: 1958 – hala, 1961, 1962 (Sparta Katowice)
- brązowy medal: 1957 – odmiana 11-osobowa, 1963 – odmiana 7-osobowa (Sparta Katowice)
- Puchar Polski: 1960 (Sparta Katowice)

## Edukacja i życie zawodowe
Był uczniem szkoły powszechnej w Długowoli i gimnazjum w Siennie. W 1953 ukończył Technikum Budowlane w Bytomiu. W 1962 roku obronił pracę dyplomową na Wydziale Inżynierii Sanitarnej (obecnie część Wydziału Inżynierii Środowiska i Energetyki) Politechniki Śląskiej i uzyskał tytuł magistra inżyniera urządzeń sanitarnych.
W pracy zawodowej związany z resortem budownictwa, pracował m.in. jako kierownik budowy, kierownik grupy robót, od 1971 był zastępcą naczelnego inżyniera, od 1975 zastępcą dyrektora ds. technicznych w Zjednoczeniu Budownictwa Przemysłowego i Kopalnictwa Rud. uczestniczył w budowie Huty Katowice, w latach 1982-1986 był dyrektorem Przedsiębiorstwa Budownictwa Montażowego Hutnictwa w Gliwicach. Od 1986 prowadził własną działalność gospodarczą. Od 1988 był radnym Miejskiej rady Narodowej w Gliwicach. W 1998 przeszedł na emeryturę. Mieszkał w Gliwicach.
W 1973 otrzymał Złotą Odznakę Zasłużonego w rozwoju województwa katowickiego, w 1975 Złotą Odznakę Zasłużonego dla Budownictwa i Przemysłu Materiałów Budowlanych. W 1974 został odznaczony Krzyżem Kawalerskim Orderu Odrodzenia Polski